# Колдуэлл (Айдахо)
Ко́лдуэлл (англ. Caldwell) — центр округа Каньон в штате Айдахо (США). На 2009 год численность населения составляла 43 281 человек

## История
Колдуэлл был основан в 1883 как временный посёлок для строителей компании «Oregon Short Line Railroad» (англ.). Однако поселение стало постоянным и получило название в честь президента компании, Александра Колдуэлла. В 1892 году город стал административным центром округа Каньон, образованного годом ранее. 30 декабря 1905 года в Колдуэлле в результате разногласий с профсоюзом Федерации шахтёров Запада был убит бывший губернатор Айдахо Фрэнк Стюненберг. Колдуэлл ныне является точкой обработки и погрузки сельскохозяйственной продукции, также в городе развито производство передвижных домов и книгопечатание.

## География и климат
Колдуэлл расположен в центральной части округа Каньон. Высота центральной части города составляет 721 м. Площадь города составляет 29,3 км². Через город проходят автомагистрали ID-19 и I-84. При городе имеется аэропорт.
| Климатограмма Колдуэлла                                     | Климатограмма Колдуэлла | Климатограмма Колдуэлла | Климатограмма Колдуэлла | Климатограмма Колдуэлла | Климатограмма Колдуэлла | Климатограмма Колдуэлла | Климатограмма Колдуэлла | Климатограмма Колдуэлла | Климатограмма Колдуэлла | Климатограмма Колдуэлла | Климатограмма Колдуэлла |
| ----------------------------------------------------------- | ----------------------- | ----------------------- | ----------------------- | ----------------------- | ----------------------- | ----------------------- | ----------------------- | ----------------------- | ----------------------- | ----------------------- | ----------------------- |
| Я                                                           | Ф                       | М                       | А                       | М                       | И                       | И                       | А                       | С                       | О                       | Н                       | Д                       |
| 39.4 3 −6                                                   | 28.2 8 −3               | 32.8 14 1               | 28.7 19 4               | 25.7 24 8               | 17.0 29 12              | 7.6 34 14               | 8.9 33 13               | 15.0 27 8               | 18.5 19 3               | 32.5 9 −2               | 35.3 3 −6               |
| Температура в °C • Сумма осадков в мм Источник: weather.com |                         |                         |                         |                         |                         |                         |                         |                         |                         |                         |                         |

## Население

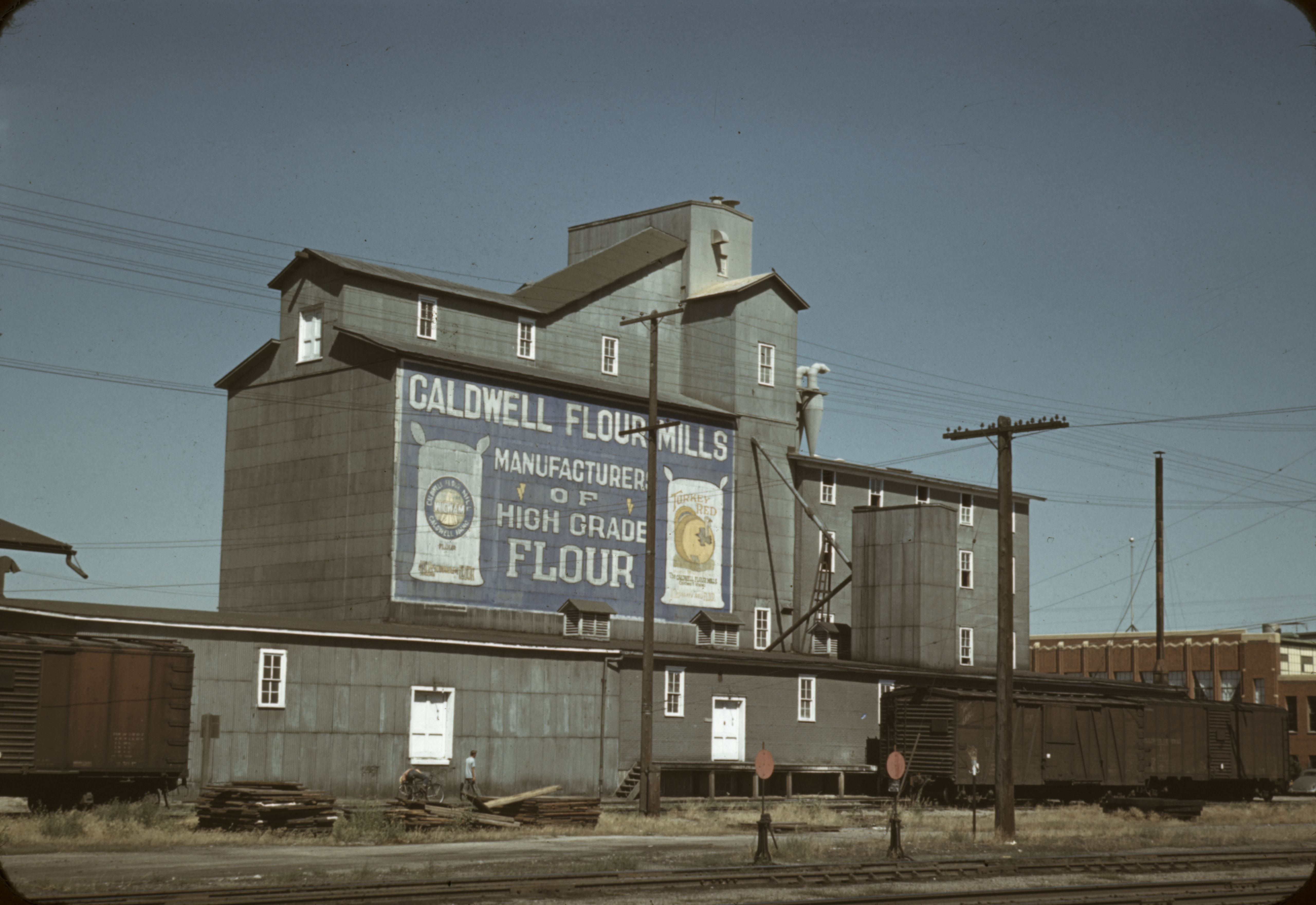
Мукомольный завод в Колдуэлле, 1941 год

Согласно данным за 2009 год, население Колдуэлла составляло 43 281 человек Плотность населения равна 1 477,17 чел./км². Средний возраст населения — 28 лет и 10 месяцев. Половой состав населения: 51,1 % — мужчины, 48,9 % — женщины. В 2000 году насчитывалось 8 963 домашних хозяйств и 6 354 семейств. Расовый состав населения по оценкам на 2006—2008 годы:
- белые — 87,7 %;
- афроамериканцы — 1,0 %;
- океанийцы — 0,5 %;
- индейцы — 0,5 %;
- азиаты — 1,2 %;
- прочие расы — 6,2 %;
- две и более расы — 3,5 %.

Ниже приведена динамика численности населения города: